# Hamsterley (Bishop Auckland)
Hamsterley – wieś i civil parish w Anglii, w hrabstwie Durham, blisko Bishop Auckland. Leży 20 km na południowy zachód od miasta Durham i 370 km na północ od Londynu. W 2011 roku civil parish liczyła 445 mieszkańców.